# Avenida 4 de Mayo
Avenida 4 de Mayo es el nombre que recibe una importante arteria vial localizada en la ciudad de Porlamar en la isla de Margarita, que administrativamente depende del estado Nueva Esparta al noreste de Venezuela.

## Descripción
Se trata de una vía de transporte carretero que atraviesa Porlamar y permite su conexión con la ciudad de Pampatar. Comienza su recorrido cerca del Río El Valle donde conecta con la avenida Marcano y la avenida Llano Adentro a la altura del hospital central Dr Luis Ortega, culminando su recorrido en el distribuidor Los Robles en la avenida Jóbito Villalba y en la conexión con la avenida la Auyama a la altura del hospital Clínicas del Este. Está vinculada además con la avenida Francisco Esteban Gómez, la avenida Terranova, la avenida Rómulo Betancourt, la calle Carnevalli, la avenida Aeropuerto, las calles Fermín, Malave, San Rafael, Tubores, 
la avenida Santiago Mariño, entre otras.

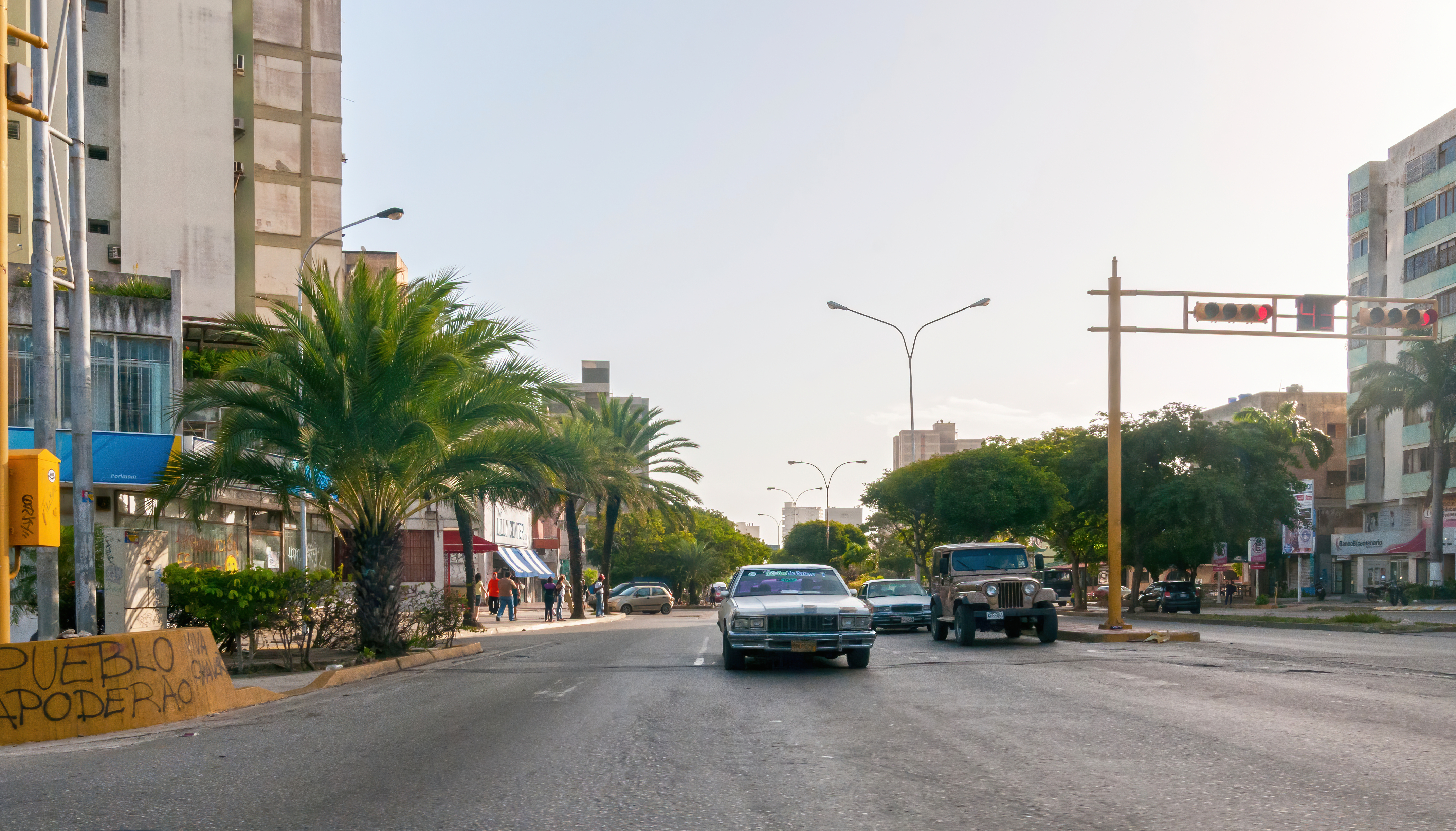
Avenida 4 de Mayo, entre la urbanización Sabanamar y la avenida Terranova.

En su recorrido se pueden localizar el hipermercado Rattan, la ciudad comercial Jumbo, el centro comercial Galerías Fente, el bingo Charaima, la universidad IUTIRLA, la urbanización Sabanamar, la urbanización La Arboleda, la urbanización Francisco Fajardo, el bingo Reina Margarita, entre otros sectores de interés.